# Ordine di Santiago
L'Ordine di Santiago o Ordine di San Giacomo di Compostela o Ordine di San Giacomo della Spada (in latino: Ordo Militaris Sancti Iacobi de la Spatha, in spagnolo:Orden de Santiago) è un antico ordine monastico-militare sorto nel XII secolo nel Regno di León e reso dinastico nel 1492.
Deve il proprio nome al santo patrono di Spagna, Giacomo il Maggiore, sotto la cui egida i Cristiani della Galizia e delle Asturie iniziarono nel IX secolo a combattere i Musulmani spagnoli. Il loro obiettivo originario era proteggere i pellegrini del Cammino Giacobeo che si recavano a Santiago di Compostela in Galizia per la venerazione del santuario omonimo.

## Storia

### Fondazione

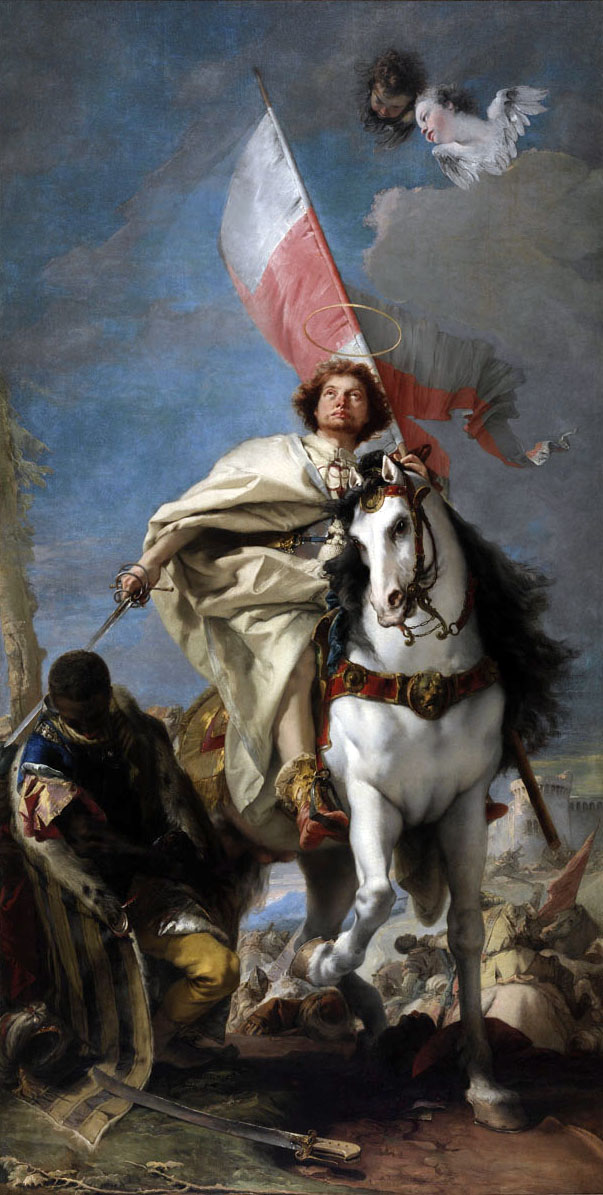
Interpretazione di Giacomo il Maggiore come Santiago Matamoros (ossia Ammazza mori). Giovanni Battista Tiepolo (Museo di belle arti, Budapest). Raffigurato con il mantello del suo ordine.

La prima fondazione dell'Ordine fu militare, quando nell'anno 1170 il re Ferdinando II di León incaricò un gruppo di cavalieri conosciuti come i frati de Cáceres di difendere la città di Caceres, che dovettero poi abbandonare una volta conquistata dai Musulmani.
La fondazione religiosa si attribuisce al re Alfonso VIII di Castiglia, con l'approvazione di papa Alessandro III mediante una bolla del 5 luglio 1175. La regola originale dell'Ordine fu composta dal cardinale Alberto Morra (futuro papa Gregorio VIII).
I cavalieri dell'Ordine di Santiago accettarono i voti di povertà e obbedienza. Tuttavia, all'organizzarsi scelsero la regola degli Agostiniani invece che quella Cistercense e che i propri membri non fossero obbligati a fare voto di castità e potessero contrarre matrimonio (alcuni dei fondatori erano sposati). La bolla di Alessandro III raccomandava il celibato, ma lo statuto precisava: «In coniugale castità, vivendo senza peccato, imitano ai primi padri, perché è meglio sposarsi che bruciare».
Alfonso VIII cedette all'ordine Uclés (1174), diventando sin da allora la principale casa dell'ordine stesso, poi Moya e Mira (1211), alle quali si unirono in seguito Osa, Montiel e Alhambra.

### L'Ordine fino al 1523

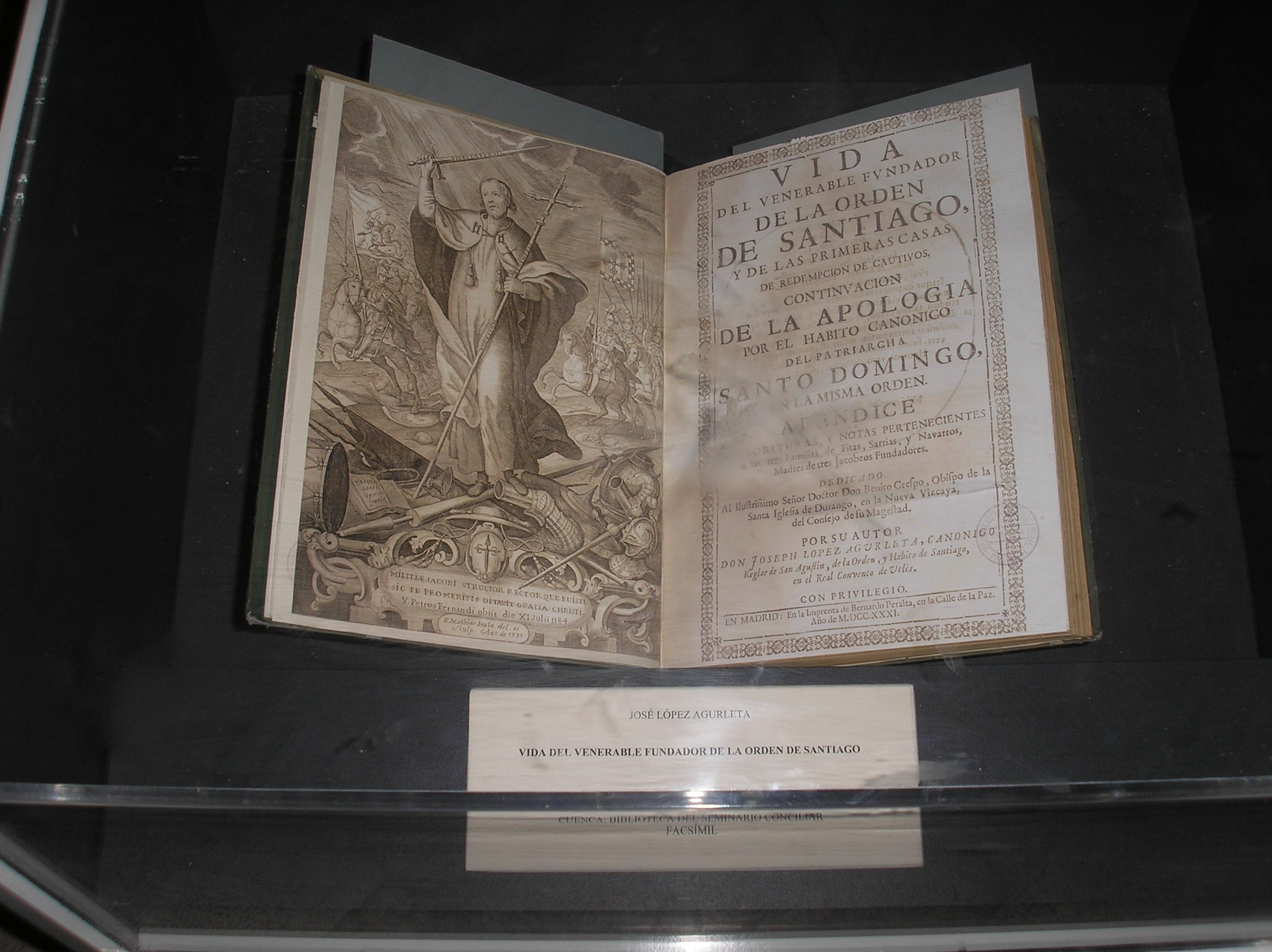
Libro della vita del fondatore dell'ordine

I cavalieri di Santiago parteciparono alla riconquista dei marchesati di Teruel e Castellon e combatterono nella Battaglia di Las Navas de Tolosa (1212). I monarchi Castellanoleonesi concessero all'Ordine privilegi che permisero ad esso di ripopolare estese regioni dell'Andalusia e della Murcia.
Durante il XV secolo l'ordine spostò il suo raggio d'azione nella Sierra Morena prendendo come luogo di residenza delle maestranze il paese di Llerena, producendo una forte crescita demografica in tutta la zona.
Con il passare del tempo e la fine o il rallentamento della Reconquista, l'Ordine di Santiago si vide implicato in lotte interne alla Corona di Castiglia. Allo stesso tempo, gli immensi beni dell'ordine obbligarono l'ordine stesso a sostenere le pretese della corona. Essendo il gran Maestro dell'ordine molto influente, non erano rare le lotte interne per la conquista del potere. Si arrivò ad un tale punto di discredito presso il popolo che alla morte nel 1493 dell'allora gran Maestro Alonso de Cardenas, i Re Cattolici chiesero alla Santa Sede di mettere fine alla corruzione e agli scandali. Così con la supplica dei re Alessandro VI concedette a loro l'amministrazione dell'ordine, ricompensa che poteva essere vista come un ringraziamento per gli sforzi fatti per proteggere la fede cattolica. Nel 1495 i cavalieri dell'Ordine parteciparono alla colonizzazione ed evangelizzazione del continente americano giungendo a fondare il forte di Santiago de los Caballeros, città dal 1516, una delle prime ad essere fondate sull'isola di Hispaniola, prima di altre fondazioni.
Con la morte di Ferdinando il Cattolico, l'amministrazione passò per successione all'imperatore Carlo V, e il papa Adriano VI unì per sempre la corona spagnola con l'ordine di Santiago, Ordine di Calatrava e Ordine militare di Alcántara nel 1523. Sino ad allora il gran maestro era eletto dal consiglio dei tredici, così chiamato perché composto da tredici cavalieri designati tra i governatori dell'ordine.

### Evoluzione successiva fino ad oggi

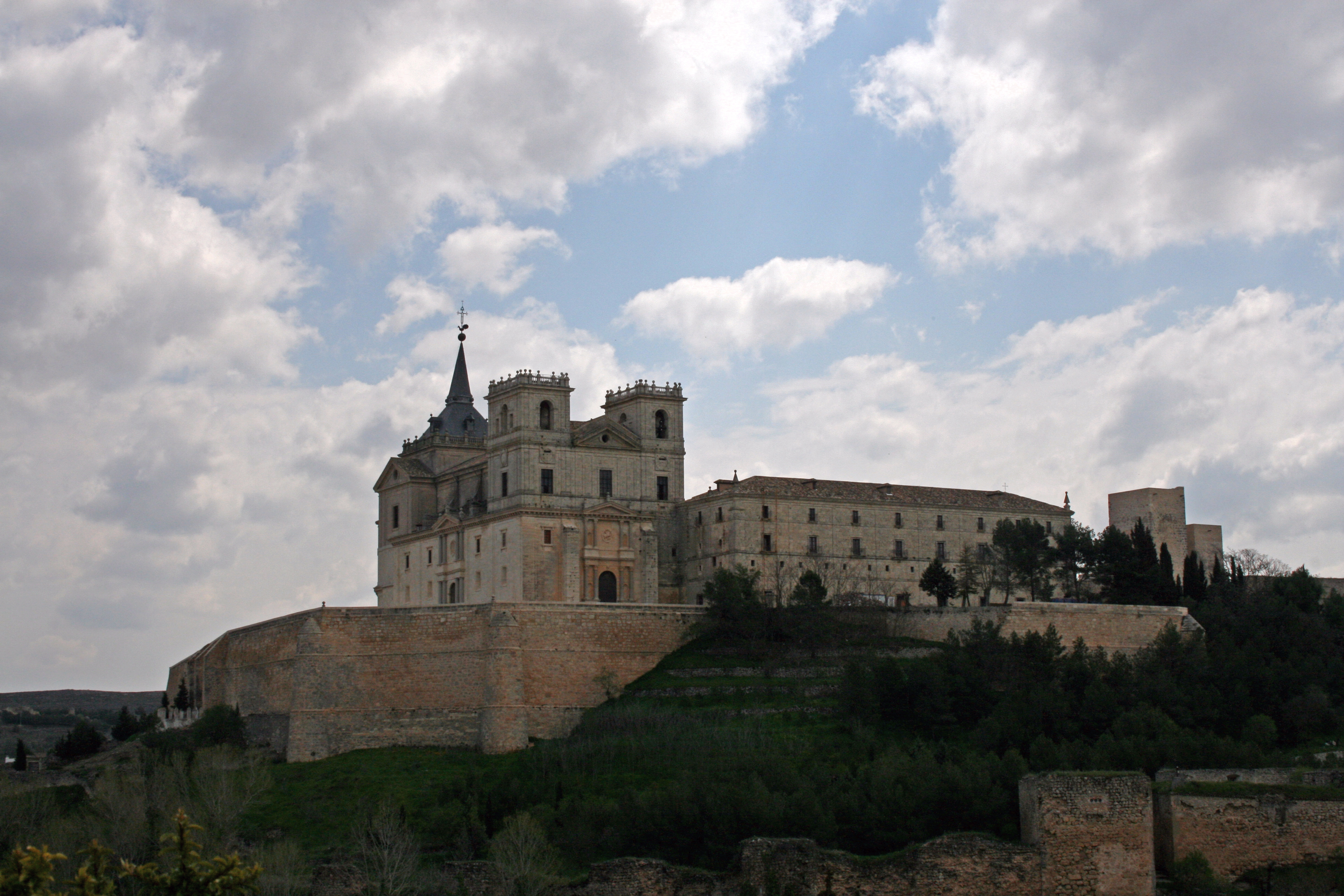
Uclés Monastero, Quartier generale dell'Ordine, Provincia di Cuenca.

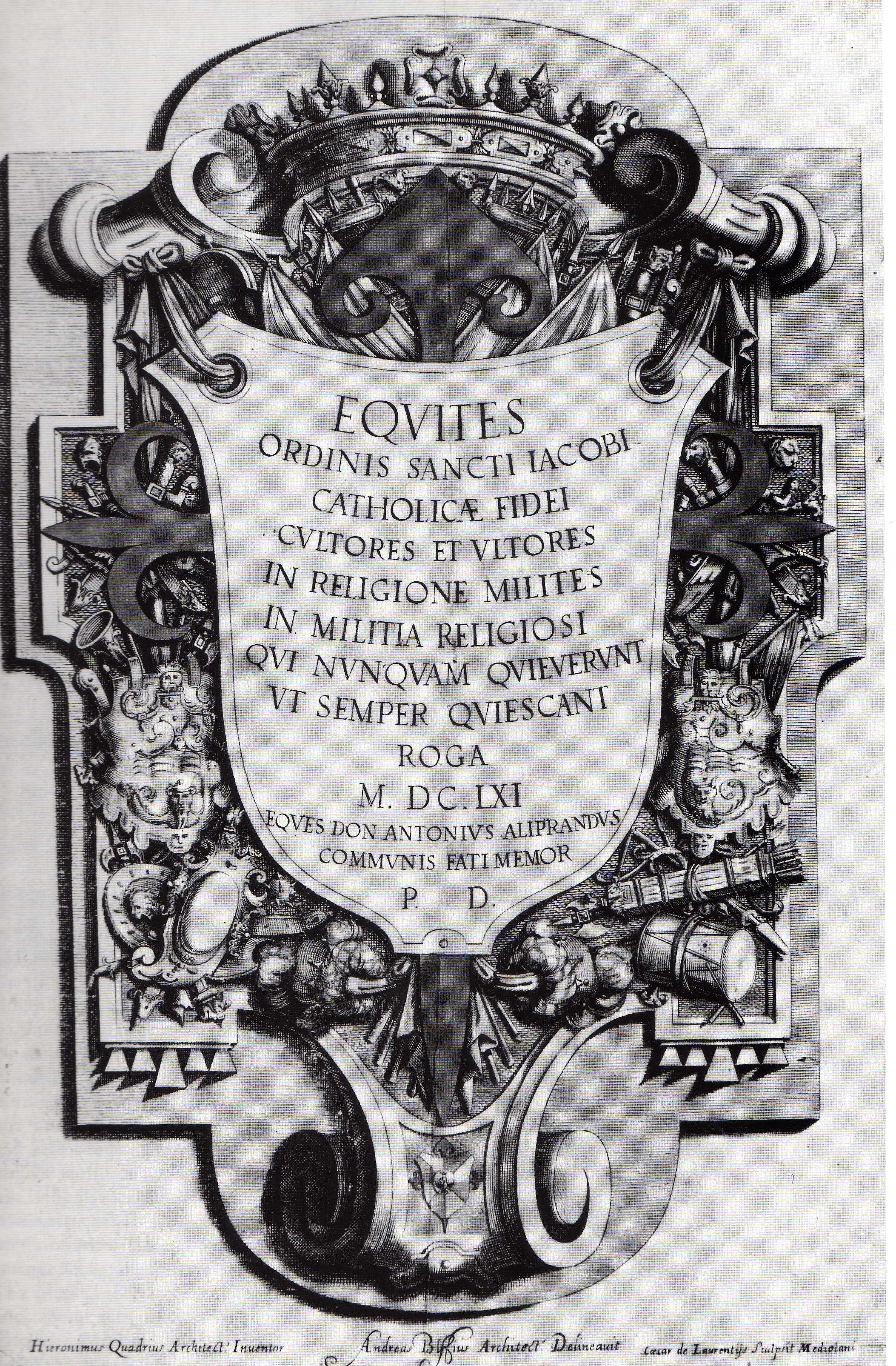
Stampa del 1669 raffigurante il sepolcro dei Cavalieri dell'Ordine di Santiago, un tempo esistente nella chiesa di S. Marco in Milano

Fino al 1873 l'Ordine ebbe una vasta giurisdizione ecclesiastica (circa 200 parrocchie sparse in Spagna), come del resto anche gli altri ordini militari spagnoli, nei suoi vari priorati (i più importanti erano quello nullius di Uclés soppresso dal governo anticlericale nel 1844, e quello di Llerena-Mérida sorto al posto dell'antica arcidiocesi di Mérida soppressa dagli arabi, a cui erano sottoposte ben 134 parrocchie fino al 1873), in compenso nel 1875 venne eretto il priorato nullius di Ciudad Real con giurisdizione sull'omonima provincia. All'inizio della guerra civile spagnola il priore-vescovo di Ciudad Real, Narciso de Esténaga y Echevarría, appartenente all'Ordine e già confessore di Alfonso XIII di Spagna, fu martirizzato nel 1936 ed oggi è beato.
Oggi l'Ordine di Santiago esiste ancora, sotto la Corona spagnola. Attualmente conta 69 cavalieri e 30 novizi. Nell'Ordine sono ammessi solo aspiranti di nobile estrazione. Fino al 1653 l'ascendenza nobile veniva controllata solo nella genealogia paterna, dopo di che furono apportate modifiche ai requisiti e si chiese anche la nobiltà di ascendenza nella linea materna. Come gli altri ordini religiosi-cavallereschi spagnoli viene governato dalla Corona di Spagna tramite il Real Consiglio degli Ordini Militari.
Altri requisiti essenziali per entrare a far parte dell'Ordine sono l'obbligo per il richiedente di essere cattolico praticante, di essere figlio legittimo dei genitori, i quali a loro volta devono essere figli legittimi e lo stesso requisito è richiesto per i nonni, e non deve discendere da non-cristiani.

## Maestri dell'ordine di Santiago
1. Pedro Fernández (1170-1184)
2. Fernando Díaz (1184-1186)
3. Sancho Fernández (1186-1193)
4. Gonzalo Rodríguez (1193-1204)
5. Suero Rodríguez (1204-1206)

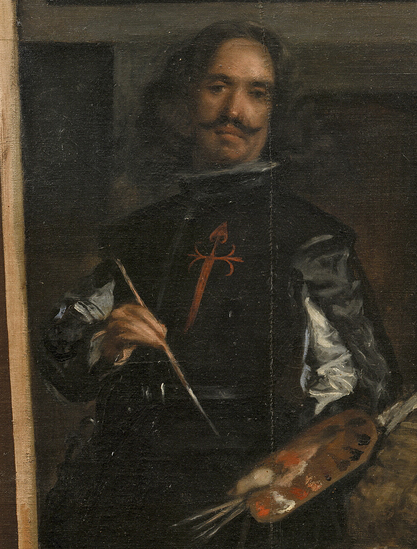
Il pittore Diego Velázquez con l'insegna dell'ordine ricamata sul petto

6. Fernando González de Marañón (1206-1210)
7. Pedro Arias (1210-1212)
8. García González de Candamio (1214-1217) (prima volta)
9. Martín Peláez Barragán (1218-1221)
10. García González de Candamio (1222-1224) (seconda volta)
11. Fernando Pérez Chacín (1224-1226)
12. Pedro González (1227-1237)
13. Rodrigo Yánez (1239-1242)
14. Pelayo Pérez Correa (1243-1275)
15. Gonzalo Ruiz Girón (1275-1279)
16. Pedro Núñez (1279-1286)
17. Gonzalo Martel (1286)
18. Pedro Fernández Mata (1286-1293)
19. Juan Osórez (1293-1310)
20. Diego Muñiz (1310-1318)
21. García Fernández (1318-1327)
22. Vasco Rodríguez (1327-1338)
23. Vasco López (1338)
24. Alonso Meléndez de Guzmán (1338-1342)
25. Federico Alfonso di Castiglia (Fadrique Alfonso de Castilla) (1342-1358)
26. García Álvarez de Toledo (1359-1366)
27. Gonzalo Mejía (1366-1371)
28. Fernando Osórez (1371-1383)
29. Pedro Fernández Cabeza de Vaca (1383-1384)
30. Rodrigo González Mejía (1384)
31. Pedro Muñiz de Godoy (1384-1385)
32. García Fernández de Villagarcía (1385-1387)
33. Lorenzo Suárez de Figueroa (1387-1409)
34. Enrico di Castiglia (1409-1445)
35. Álvaro de Luna (1445-1453)
36. Giovanni II di Castiglia (1453 amministratore)
37. Enrico IV di Castiglia (1453-1462) (amministratore)
38. Beltrán de la Cueva (1462-1463)
39. Alfonso di Castiglia (1463-1467)
40. Juan Pacheco (1467-1474)
41. Alonso de Cárdenas (1474-1476 in León) (prima volta)
42. Rodrigo Manrique (1474-1476 in Castiglia)
43. Ferdinando II d'Aragona (1476-1477 amministratore)
44. Alonso de Cárdenas (1477-1493) (seconda volta)
45. Re cattolici (1493-...) Amministratori. Incorporazione definitiva nella Corona di Spagna durante il regno di Carlo I.

## Cavalieri
- Francisco de los Cobos y Molina[6]
- Julián Romero
- Girolamo Bonelli (?-1593)
- Pompeo Strozzi nel 1578[7]
- Fulvio Testi
- Ercole Gonzaga[8]
- Miguel de Oquendo y Segura
- Juan Martínez de Recalde
- Teodoro Trivulzio
- Tarquinio Vella[9]
- Martin de La Espriella y Estrada[10]
- Juan Vela Barrio[2][11]
- Giovanni Carlo Doria (1576-1625)
- Nicolò Giuseppe Montaperto (1652)[12][13]